# Unaí
Unaí, prononcé Ounaï, sur l'API [u.na.i:], est une municipalité brésilienne de l'État du Minas Gerais et la microrégion d'Unaí.

## Étymologie
Le mot vient de la langue indigène Tupi-Guarani "Yuna" et signifie "des eaux noires".

## Histoire

### Site archéologique
À Unaí se distingue le site archéologique Gruta do Gentio II, qui enregistre des traces de chasseurs-cueilleurs de plus de 10 000 ans et de peuples horticulteurs de près de 4 000 ans, qui cultivaient, selon d'abondantes traces végétales: maïs, arachides, courge et citrouille. Dans la municipalité, il y a le record de la plus ancienne céramique brésilienne en dehors de l'Amazonie, datée de 3500 ans.

### Arrivée des Européens
Au moment de l'arrivée des premiers Européens sur le territoire brésilien, la partie centrale du Brésil était occupée par des peuples indigènes du tronc linguistique macro-jê, tels que les acroás (aussi connus comme xacriabás), les xavantes, les caiapós, les javaés, entre autres peuples. 

### Naissance de la ville
Au XIXe siècle, le fermier Domingos Pinto Brochado s'est installé, avec sa famille, dans une zone près du Rio Preto (Rivière Noire) appelée Capim Branco (Herbe Blanche, en libre traduction). En 1873, ce village a été élevé à la catégorie de district appartenant à Paracatu, avec le nom de Rio Preto, à cause de la rivière qui en baigne. En 1923, le quartier a été renommé Unaí, qui est une traduction en langue tupi de l'ancien nom du quartier, Rio Preto. En 1943, Unaí a été émancipé de la municipalité de Paracatu. 